# جوني جونسون (هواة جمع الطوابع)
هربرت فريدريك أو "جوني" جونسون (12 فبراير 1884 - 20 أبريل 1966)، وهو تاجر طوابع بريطاني ومن هواة جمع الطوابع، وكان شخصية رئيسية في السنوات الأولى لجمعية هواة جمع الطوابع الصغار (التي أصبحت فيما بعد الجمعية الوطنية لهواة جمع الطوابع) وزميلًا مقربًا من فريد ملفيل.

## هواية جمع الطوابع
اكتسب جونسون لقب "الدينامو" لجهودهِ النشطة في تنظيم جمع الطوابع، وكان من منظمي معرض الطوابع الإمبراطوري عام 1908 ومعرض اليوبيل الدولي في لندن عام 1912، وأمين المعرض الدولي في لندن عام 1923.
انضم جونسون إلى جمعية J.P.S. في عام 1900، وكان عمره 16 عاماً، وظل عضواً فيها حتى وفاته. وشغل خلال هذه الفترة معظم مناصب الجمعية، بما في ذلك مشرف الصرافة والسكرتير وأمين الصندوق ونائب الرئيس والرئيس. ويُعزى نجاح جمعية J.P.S. في سنواتها الأولى إلى الشراكة بين ميلفيل كداعية وكاتب وجونسون كرجل أعمال ومنظم.
في عام 1907، كان جونسون عضوًا مؤسسًا في جمعية أدب هواة جمع الطوابع.
كان جونسون من الأشخاص الثابتين في مقر الجمعية في 44 شارع فليت ستريت بلندن، وكذلك في الحانات المحلية، وادعى أنه كان معروفًا لدى كل سائقي سيارات الأجرة في لندن.

## المنشورات
وعلى الرغم من أن جونسون لم ينشر سوى القليل من أعمالهِ الخاصة، إلا أنه كان معروفاً كخبير في مجال الطوابع، وقد ساعد الدكتور هاري أوزبورن كثيراً في كتابهِ الرائع "الطوابع البريطانية المنقوشة بالخطوط - طوابع بريطانيا العظمى - طوابع زرقاء ذات النقوش، دراسات عن اللوحات من 1 إلى 15" وJ.B. Seymour مع طوابع بريطانيا العظمى، الجزءان الأول والثاني. كما أنه كان ناشر مجلة J.P.S. Stamp Lover بالإضافة إلى العديد من كتب هواة جمع الطوابع.

## اقرأ أيضا
- "Brunei, 1907–1924; a study of vignette plate 1" in Stamp Collectors' Coronation Annual.
- Circular Delivery Companies Stamps, Part 4. With فريد ميلفيل & برترام ماكجوان.